# Szamszi-Adad III
Szamszi-Adad III (akad. Šamšī-Adad, tłum. „Słońcem moim jest bóg Adad”) – władca Asyrii, syn i następca Iszme-Dagana II; według Asyryjskiej listy królów panować miał przez 16 lat. Jego rządy datowane są na lata 1563–1548 p.n.e. Władca ten znany jest z kilku fragmentarycznie zachowanych inskrypcji pochodzących z miasta Aszur.